# Khatia Buniatishvili

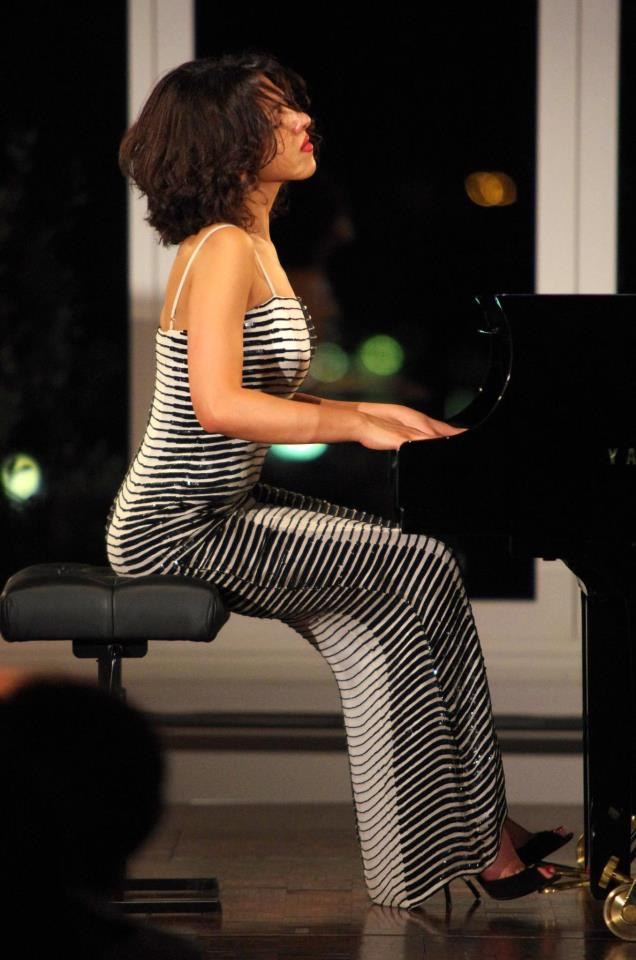
Chatia Buniatišviliová na Global Citizen Festival v Hamburku, 24. června 2013

Khatia Buniatishvili (gruzínsky: ხატია ბუნიათიშვილი IPA: [xɑtʼiɑ buniɑtʰiʃvili]), česky Chatia Buniatišviliová; narozená 21. června 1987 Batumi, Gruzínská SSR) je francouzsko-gruzínská klavíristka. V roce 2017 obdržela francouzské občanství.

## Mládí a studium
Hře na klavír se Khatia začala učit ve svých třech letech společně se svou starší sestrou Gvancou Buniatishvili; učitelkou jim byla jejich matka. V šesti letech již měla svůj první koncert s komorním orchestrem v Tbilisi. Od svých deseti let dostávala pozvání na vystoupení v zahraničí. Koncertovala postupně ve Švýcarsku, Francii, Německu, Belgii, Lucembursku, Nizozemsku, Monaku, Itálii, Rakousku, Dánsku, Rusku, Ukrajině, Arménii, Izraeli a USA.
Dokončila tbiliskou ústřední hudební školu a poté se roku 2004 dostala na Tbiliskou státní konzervatoř Vano Saradžišviliho. Jejím učitelem byl Tengiz Amiredžibi. Jako studentka konzervatoře získala zvláštní cenu na Mezinárodní soutěži mladých klavíristů Vladimíra Horowitze v Kyjevě za rok 2003, a zároveň první cenu na Soutěži na podporu mladých gruzínských hudebníků, jejíž zakladatelkou je Jelizavěta Leonskaja.

## Koncertní činnost
Roku 2010 podepsala smlouvu s hudebním vydavatelstvím Sony BMG Music Entertainment, které v roce 2011 vydalo její první sólové CD, na které nahrála Sonátu pro klavír od Ference Liszta. V roce 2010 se také stala laureátkou ceny Borletti-Buitoni Trust Award. Roku 2012 získala cenu nejlepšího nováčka roku při Echo Klassik Awards.
Po svém odchodu do Francie vystupovala s mnoha renomovanými symfonickými orchestry, mj. v Německu se Symfonickým orchestrem Hesenského rozhlasu a  Mnichovskou filharmonií, dále v Anglii se Symfonickým orchestrem BBC, v Rusku s Petrohradskou filharmonií, dále ve Francii s Orchestrem Cannes-Provence-Alpes-Côte d'Azur a s tělesem Orchestre de Paris (dirigent Paavo Järvi) a také ve Spojených státech se San Francisco Philharmony.
Často koncertuje s Izraelskou filharmonií pod vedením jejího šéfdirigenta Zubina Mehty, který je pro ni také rádcem ve věcech interpretace skladeb. V září 2017 navštívili společně rodnou zemi klavíristky Gruzii a její hlavní město Tbilisi. Vystoupili s koncertem u příležitosti zahájení prvního ročníku hudebních slavností Tsinandali Festival na pozemcích bývalého vinařského statku asi 70 km od hlavního města. Buniatišviliová přitom předvedla klavírní koncert a-moll op. 54 od Roberta Schumanna, poté hrál orchestr pod vedením maestra Zubina Mehty 5. symfonii e-moll op. 64 od Petra Iljiče Čajkovského. Koncert byl vysílán francouzsko-německou televizní stanicí Arte.
Khatia Buniatishvili hovoří plynně pěti jazyky, a sice gruzínsky, rusky, německy, francouzsky a anglicky. Od roku 2011 žije trvale v Paříži a v roce 2017 obdržela francouzské státní občanství.

## Diskografie
- 2011 - Franz Liszt,[5] sólové klavírní album (Sony Classical)
- 2012 - Chopin,[6] s Orchestre de Paris, dirigent Paavo Järvi (Sony Classical)
- 2014 - Motherland,[7] sólové klavírní album (Sony Classical)
- 2016 - Kaleidoscope,[8] sólové klavírní album (Sony Classical)
- 2016 - Liszt Beethoven, s Izraelskou filharmonií, dirigent Zubin Mehta (Sony Classical)
- 2017 - Rachmaninoff, s Českou filharmonií, dirigent Paavo Järvi (Sony Classical)
- 2019 - Schubert,[9] solo piano album (Sony Classical)
- 2020 - Labyrinth,[10] sólové klavírní album (Sony Classical)